# Mniobia lamellata
Mniobia lamellata is een raderdiertjessoort uit de familie Philodinidae. De wetenschappelijke naam van deze soort is voor het eerst geldig gepubliceerd in 1950 door Donner.